# Marina Shmayankova
Marina Shmayankova, née le 15 janvier 1993, est une coureuse cycliste biélorusse spécialiste de la piste.

## Palmarès sur piste

### Championnats d'Europe
| Édition / Épreuve      | Poursuite par équipes                             | Course scratch |
| Anadia 2014 (espoirs)  | Or (avec Masiukovich, Savenka et Pivavarava)      |                |
| Athènes 2015 (espoirs) | Or (avec Piatrouskaya, Savenka et Pivavarava)     | Bronze         |
| Granges 2015           | Bronze (avec Piatrouskaya, Savenka et Pivavarava) |                |

## Palmarès sur route
- 2013
  - 2e du championnat de Biélorussie sur route